# Green Clay Smith

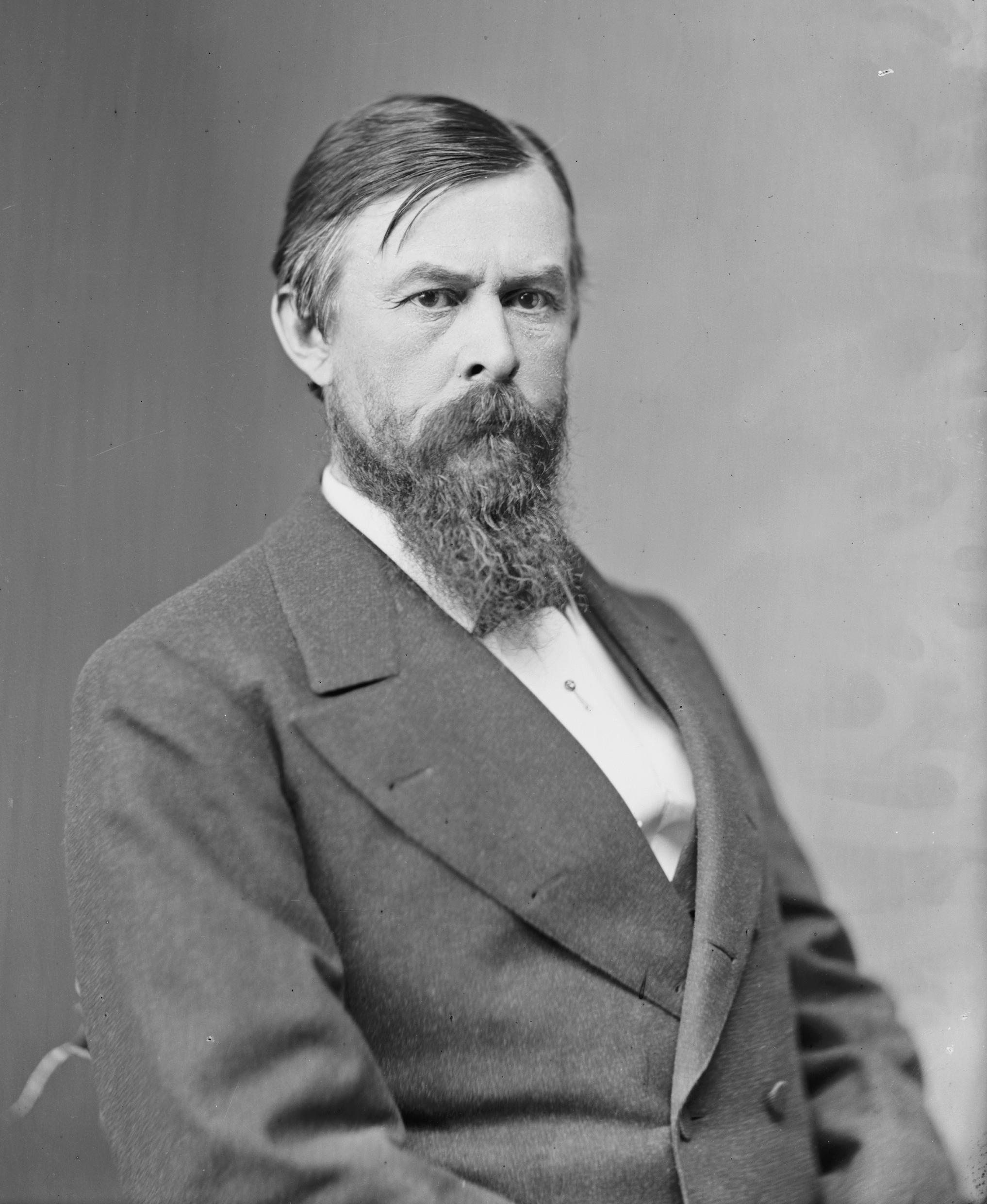
Green Clay Smith

Green Clay Smith (* 4. Juli 1826 in Richmond, Madison County, Kentucky; † 29. Juni 1895 in Washington, D.C.) war ein US-amerikanischer Politiker und von 1866 bis 1868 der dritte Gouverneur des Montana-Territoriums. Außerdem vertrat er den Bundesstaat Kentucky im US-Repräsentantenhaus.

## Frühe Jahre
Nach einer akademischen Ausbildung trat Smith während des Mexikanisch-Amerikanischen Krieges als Leutnant in die US Army ein und diente in einem Infanterieregiment, das aus kriegsfreiwilligen Soldaten aus Kentucky bestand. Nach dem Krieg setzte Smith seine Ausbildung mit einem Studium an der Transylvania University in Lexington fort. Anschließend studierte er Jura und wurde 1852 als Rechtsanwalt zugelassen. Daraufhin begann er in Covington zu praktizieren. Zwischen 1853 und 1857 arbeitete er als Schulbeauftragter (School Commissioner).

## Kongressabgeordneter und Gouverneur
Zwischen 1861 und 1863 war er Abgeordneter im Repräsentantenhaus von Kentucky. Während des Bürgerkrieges stieg er bis zum Brevet-Brigadegeneral in der Unionsarmee auf. Zwischen 1863 und 1866 war er außerdem Abgeordneter der Unionisten im US-Repräsentantenhaus, wo er den sechsten Wahlbezirk von Kentucky vertrat. Am 13. Juli 1866 wurde Smith von Präsident Andrew Johnson zum neuen Gouverneur im Montana-Territorium ernannt. Dieses Amt bekleidete er bis zu seinem Rücktritt am 9. April 1869. In dieser Zeit kam es in seinem Gebiet aufgrund der steigenden Einwanderer zu Konflikten mit den Indianern. In diesem Zusammenhang hatte sein Stellvertreter Thomas Francis Meagher die Miliz des Territoriums gegründet.

## Präsidentschaftskandidatur
Nach dem Ende seiner Gouverneurstätigkeit in Montana kehrte Smith nach Washington zurück. Dort wurde er zu einem Baptistenpfarrer ordiniert. Er wurde außerdem ein Anhänger der Prohibitionsbewegung und trat für ein allgemeines Alkoholverbot ein. Aufgrund seines Einsatzes für diese Bewegung wurde er im Jahr 1876 von der Prohibition Party als deren Kandidat für die Präsidentschaftswahl nominiert; sein Running Mate für die Vizepräsidentschaft war Gideon T. Stewart aus Ohio. Beide errangen bundesweit 9737 Stimmen, was einem Anteil von 0,3 Prozent und dem vierten Platz hinter dem siegreichen Republikaner Rutherford B. Hayes, dem Demokraten Samuel J. Tilden und dem Greenbacker Peter Cooper entsprach.
Smith war Anhänger der Prohibitionsbewegung. Von 1890 bis zu seinem Tod am 29. Juni 1895 war er Pastor der Metropolitan Baptist Church in Washington. Green Smith wurde auf dem Nationalfriedhof in Arlington (Virginia) beigesetzt.